# Ахтамар (фільм)
«Ахтамар» — драматичний короткометражний фільм, ролі у якому виконали Армен Джигарханян, Григорій Добригін, Равшана Куркова.

## Сюжет
Молодий чоловік поспішає на зустріч до своєї дівчини, яка чекає його в кафе. Він їде у таксі з говірким водієм. Мовчазний пасажир, що переживає через побачення після тривалої розлуки, слухає притчу від таксиста про кохання простолюдина та принцеси Тамар. Історія, що розповідає літній чоловік, який і сам пережив трагедію, переплітає три історії кохання. 

## У ролях
| Актор             | Роль            |
| ----------------- | --------------- |
| Армен Джигарханян | Таксист         |
| Григорій Добригін | Молодий чоловік |
| Равшана Куркова   | Дівчина         |

## Створення фільму

### Виробництво
Зйомки стрічки проходили у Вірменії.

### Знімальна група
- Кінорежисер — Людвіг Шаммасян, Пол Шаммасян
- Сценаристи — Людвіг Шаммасян, Пол Шаммасян
- Кінооператор — Шейн Дейлі
- Кіномонтаж — Пол Шаммасян
- Композитори — Стівен Гілтон, Дживан Гаспарян [2].